# Il giovane Casanova
Il giovane Casanova è una miniserie televisiva del 2002 diretto da Giacomo Battiato.

## Trama
Giacomo Casanova sfreccia per le strade di Venezia, scappando alle grinfie della legge, viaggiando in tutta Europa in cerca di nuove sfide con energia incontenibile. Violinista, scrittore, soldato, spia, giocatore d'azzardo, avventuriero, Casanova è un amante che incanta e seduce ogni donna. Egli è affascinato dalla bellezza delle donne, che sono facilmente sedotte dalla sua passione, incuriosite dalla sua aria misteriosa.
Per il giovane Casanova, la vita è uno strepitoso carnevale veneziano, ma in amore non ci sono maschere o travestimenti: è qui che è diventato più genuino, più vulnerabile, più nudo.
Figlio di un'attrice, Giacomo Casanova cresce circondato dalla magia e l'artificio del teatro. Come il protetto dell'ambasciatore di Francia alla Repubblica di Venezia, inizia la sua ascesa nella società. Tradito dal suo benefattore geloso, Casanova è gettato in prigione. Quindici mesi dopo, scappa e si rifugia a Parigi, dove conquista la donna amata da Luigi XV, Madame de Pompadour.

## Messa in onda
Il film è stato trasmesso per la prima volta in Italia in due puntate il 5 febbraio e il 7 febbraio 2002 su Canale 5 in prima serata (con bollino rosso). Il film in seguito è stato distribuito anche in altri paesi.
- 16 febbraio 2003 in Germania (Casanova - Ich liebe alle Frauen)
- 15 marzo 2003 in Argentina (El joven Casanova)
- 6 novembre 2004 in Ungheria

In Francia è conosciuto come Le jeune Casanova; in Brasile O Jovem Casanova; in Romania Tânarul Casanova; in Australia The Young Casanova

## Curiosità
Tutti gli attori recitano in lingua francese. Gli attori italiani del film sono stati doppiati da loro stessi nella versione italiana del film.